# What’s My Name? (песня Рианны)
«What’s My Name?» (рус. «Как меня зовут?») — сингл барбадосской певицы Рианны из её пятого студийного альбома Loud. Канадский рэпер Дрейк принял участие в записи песни в качестве приглашённого артиста. Композиция была выпущена вторым синглом с альбома 26 октября 2010 года под лейблом Def Jam Recordings. Авторами песни являются Эстер Дин, Трейси Хейл, Дрейк и норвежский дуэт StarGate, который также является продюсером записи. Сингл «What’s My Name?» был отправлен на мейнстрим и ритмик радиостанции Соединённых Штатов Америки 26 октября 2010 года.
Музыкальные критики похвалили песню, в частности, вокал певицы, который они посчитали лучшим за всю её творческую карьеру. Они также остались довольны естественной романтичностью песни и сексуальной интонацией. Однако, были и отрицательные отзывы относительно текста Дрейка, который включал в себя сексуальную инсинуацию о квадратном корне из 69. Песню «What’s My Name?» ожидал коммерческий успех; композиция возглавила чарт США Billboard Hot 100, став третьим хитом первой величины в 2010 году у Рианны, в том числе и восьмым по счёту за всю её карьеру, в то время как у Дрейка это был первый хит, добравшийся до вершины чарта. Песня возглавляла хит-парады в Бразилии, Венгрии, Великобритании и вошла в пятёрку лучших синглов в Канаде, Ирландии, Новой Зеландии, Норвегии и Словакии.
Сопровождающее музыкальное видео, режиссёром которого стал Филип Анделман, показывает романтическую встречу Рианны и Дрейка в продуктовом магазине, сцены между парой, и певицу, идущую по улицам нижней части Манхэттенского Ист Сайда. Живые выступления с «What’s My Name?» проходили по обе стороны Атлантического океана, включая телепередачу «Субботним вечером в прямом эфире» в Америке, и в финале седьмого сезона The X Factor в Великобритании, которое, впоследствии, привело к разбирательству со стороны контролирующей комиссии средств массовой информации Великобритании Ofcom за непристойные особенности костюма Рианны.

## Структура песни и происхождение
«What’s My Name?» — песня среднего темпа в стиле электро-R&B была создана Норвежской продюсерской командой StarGate, которая вернула Рианну к раннему жанру её карьеры «Island-pop». Аккомпанемент песни состоит из «тяжёлого регги» и ска-битов с синтезированными звуками органа. Билл Лемб из медиаресурса About.com отметил, что перед началом вокальной партии певицы нарастают «сказочные ритмы драм-машины». Он назвал инструментальную аранжировку песни «простой» и «создающей определённую атмосферу». Песня написана Миккелем С. Эриксеном, Тором Эриком Хермэнсеном, Эстер Деан, Трэйси Хейл и Обри Грэмом и включает в себя тему «секса и романа».

## Отзывы критиков
Песня «What’s My Name?» получила большое количество положительных отзывов от музыкальных критиков за её романтичный и чувственный тон. Томас Коннер из Chicago Sun-Times и не похвалил, и не раскритиковал песню, но вместо этого обратил внимание на паря́щий характер композиции. «[Рианна] и её страстный партнёр по дуэту Дрейк сделали окна звукозаписывающей студии запотевшими, поскольку он беспомощно читает рэп с места события». Билл Лэмб из About.com дал песне положительную оценку, сказав: «Вот и всё, припев открывает песню фразой „Oh na na…what’s my name?“ и хук вживлён очень крепко, незадолго до того, как Дрейк начинает читать рэп с умной, сексуальной и романтической рифмовкой. Затем сказочные ритмы драм-машины и голос Рианны снова вступают в силу. Это хит… „What’s My Name?“ — хорошее дополнение к коллекции вечерних романтических песен». Джоселин Вяна из MTV похвалила «припев песни» и «куплет Дрейка». Молли Ламберт из Pitchfork Media похвалила работу Рианны, сказав: «В песне „What’s My Name?“ Рианне не нужно говорить нам, какая она соблазнительная — это данность. Нет никакого сомнения в том, что она действительно могла бы быть единственной девушкой в мире». Ник Левин из Digital Spy: «„What’s My Name?“ по большому счёту длительный по времени, роскошный, любовный вариант непоколебимой песни „Rude Boy“… песня остаётся шикарной, даже с изворотливой шуткой Дрейка о „квадратном корне 69“, нисколько не застенчиво ссылаясь на оральный секс с Рианной». Меган Вик из Billboard: «Ни много ни мало „What’s My Name?“ — совместная работа, но Рианне принадлежит более изысканная часть песни».

## Положение в чартах
30 октября 2010 года сингл «What’s My Name?» впервые появился в чарте Billboard Hot R&B/Hip-Hop Songs на 67 позиции и, позже, достиг своего максимума на 2 месте. Дебют «What’s My Name?» на 83 строчке Billboard Hot 100 произошёл после релиза песни на мейнстрим радиостанциях США, и, спустя три недели, композиция заняла первое место благодаря выходу коммерческого цифрового сингла; песня стала первым в карьере Дрейка и восьмым хитом Рианны, занявшим первую строчку в данном чарте. Трек «What’s My Name?» достиг вершины чарта раньше, чем основной сингл «Only Girl (In the World)», который занял первое место спустя две недели. Песня достигла первой строчки американского Hot Digital Songs продажами за первую неделю — 235 000 копий сингла. Рианна стала первой певицей в истории чарта Billboard Hot 100, чей дебютный сингл альбома возглавил чарт после лидерства второго («Whats My Name?» был выпущен после «Only Girl (In the World)»). Кроме того, она стала первой исполнительницей, которая в 2008 году занимала три первых места в чарте Hot 100 с «Take a Bow», «Disturbia» и песней рэпера T.I. при участии Рианны — «Live Your Life», повторив это достижение через год. На седьмой неделе после выхода сингла в коммерческую реализацию, он пересёк отметку по продажам в один миллион копий. Только на территории США песня была куплена более 2 000 000 раз, что принесло синглу двойную платиновую сертификацию от Американской ассоциации звукозаписывающих компаний.
В Великобритании, благодаря выпуску альбома Loud, 27 ноября 2010 года песня «What’s My Name?» дебютировала на 18 месте в национальном чарте UK Singles Chart. На следующей неделе, 5 декабря достигла нового пика на восьмом месте, в дополнении к этому, Рианна стала четвёртым артистом, кому удалось войти в лучшую десятку чарта с тремя разными синглами, а именно с «Only Girl (In the World)» на седьмой и с «Who’s That Chick?» (Давид Гетта при участии Рианны) на девятой строчке чарта. 19 декабря песня поднялась до второго места, где продержалась три недели подряд, после чего возглавила вершину чарта 9 января 2011 года. В результате, Рианна стала первой исполнительницей, занимавшей первые места в главном чарте Великобритании на протяжении пяти лет подряд. Она является вторым артистом, достигшим этого рекорда после Элвиса Пресли, который занимал первые места с 1959 по 1963 годы. «What’s My Name?» — пятый сингл первой величины в карьере Рианны в Великобритании. Также, певица второй раз одновременно возглавила сингл и альбом чарты в Соединённом Королевстве, впервые это произошло в мае 2007 года с синглом «Umbrella» и альбомом Good Girl Gone Bad, соответственно. На сегодняшний день, «What’s My Name?» — первый сингл в карьере Дрейка, возглавлявший чарт Великобритании.

## Музыкальный видеоклип
Съёмки музыкального видеоклипа начались 26 сентября 2010 года в Нью-Йорке; режиссёром стал Филип Анделмен. Сцены с Дрейком были сняты 27 октября. Премьера видеоклипа состоялась 12 ноября 2010 года на личном канале Рианны VEVO на сайте YouTube.
Музыкальный видеоклип начинается с обзора различных мест города, затем переключается на магазин, где Дрейк разговаривает с кассиром. Рианна заходит туда и привлекает внимание рэпера. Она улыбается ему, идёт к холодильнику и достаёт пакет молока. Дрейк следует за ней и начинается его куплет. Он держит её за руку во время чтения рэпа, певица касается его руки, молоко падает и разливается по полу. Когда куплет Дрейка заканчивается, Рианна отталкивает его и выходит из магазина с улыбкой.
В начале куплета певица идёт по улице и танцует. Также можно заметить людей, идущих с музыкальными инструментами. Дополнительно, показываются сцены, где певица с рэпером находятся в спальне, флиртуют, разговаривают и пьют шампанское. Заключительная сцена музыкального видеоклипа показывает Рианну, которая поёт и танцует на регги-вечеринке с музыкантами, показанными ранее. В финале Дрейк в спальне целует Рианну в щёку.

## Концертные исполнения

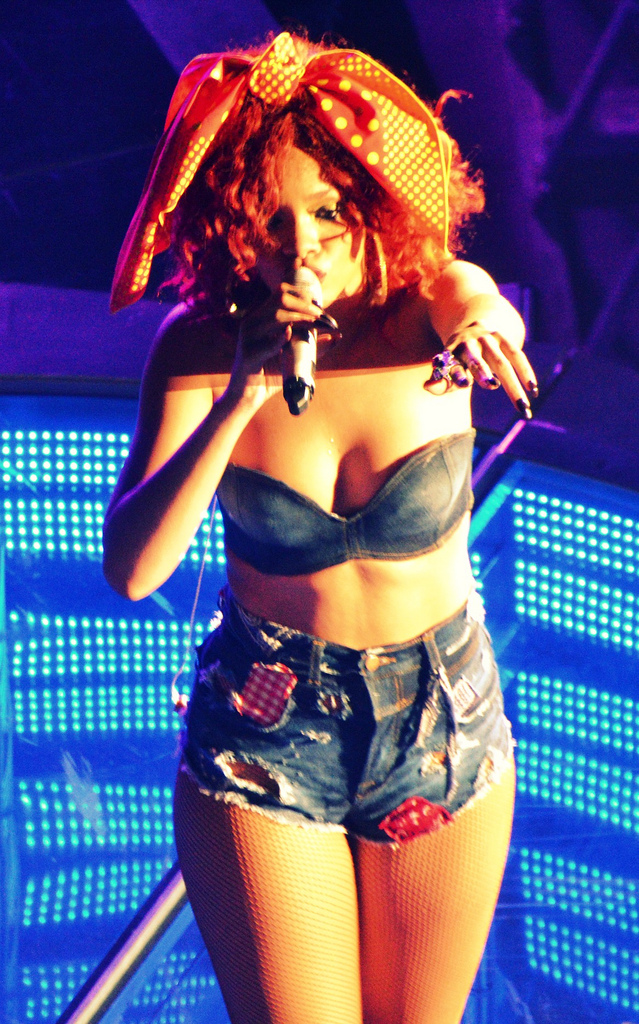
Рианна поёт песню «What’s My Name?» во время концертного тура Loud Tour.

Песня «What’s My Name?» впервые была спета (без участия Дрейка) 30 октября 2010 года во время телевизионного шоу Субботним вечером в прямом эфире. Её костюм для выступления (короткие облегающие шорты с завышенной талией и бикини в верхней части) был похож на сценическую одежду подруги Рианны — певицы Кэти Перри. Затем, 15 ноября, перед выпуском альбома Рианна повторила своё представление с «What’s My Name?» для передачи MTV — The Seven (живое выступление на Таймс-сквер, Нью-Йорк). Днём позже, она снова спела песню, на этот раз в программе The Late Show with David Letterman. 17 ноября она дала интервью и выступила на Good Morning America. 21 ноября на церемонии American Music Awards of 2010 Рианна спела попурри из своих последних хитов: «Love the Way You Lie (Part II)», «What’s My Name?» и «Only Girl (In the World)». В Великобритании певицу пригласили выступить в седьмом сезоне The X Factor с песнями «Unfaithful» (совместно с финалистом Мэттом Кардлом) и «What’s My Name?». Финал сезона посмотрели пятнадцать миллионов телезрителей, но поступило несколько тысяч жалоб относительно сценической одежды певицы и её сексуального выступления. Вивиенн Паттерсон, директор ассоциации Mediawatch UK сказал: «Это было не подходящее выступление перед выпуском последней серии седьмого сезона, я думаю это было предельно ясно». Директор контролирующего органа Ofcom позже подтвердил слухи о начале расследования в отношении выступлений Рианны и Кристины Агилеры в финале The X Factor после того, как поступило четыре тысячи жалоб от телезрителей. Впервые, певица спела песню совместно с Дрейком на 53-й церемонии «Грэмми» 13 февраля, также она исполнила песню, как часть попурри, с «Only Girl (In the World)» и «S&M» на церемонии Brit Awards 15 февраля 2011 года. 20 февраля Рианна и Дрейк спели «What’s My Name?» на ежегодном Матче всех звёзд НБА, помимо этого, певица выступила с хитами «Umbrella» / «Only Girl (In the World)» / «Rude Boy» / «All of the Lights» (с Канье Уэстом). Песня вошла в список композиций Австралийской части её концертных туров Last Girl on Earth Tour и Loud Tour. В мае 2011 года Рианна приняла участие в серии летних концертов на телешоу NBC Today, спев «What’s My Name?», «Only Girl (In the World)», «S&M» и «California King Bed».

## Форматы и списки композиций
- Digital download[42]

1. «What’s My Name?» (при участии Дрейка) — 4:24

- Digital Remixes EP[43]

1. «What’s My Name?» (Low Sunday Up On It Extended) — 5:03
2. «What’s My Name?» (Low Sunday Up On It Instrumental) — 5:00
3. «What’s My Name?» (Kik Klap Mixshow) — 4:10
4. «What’s My Name?» (Original Version Clean) — 4:27

- CD сингл для Германии[44]

1. «What’s My Name?» (при участии Дрейка) — 4:24
2. «What’s My Name?» (Low Sunday «Up On It» Radio) — 3:47

## Творческая группа
Ниже перечислены люди, участвовавшие в записи сингла:
- Миккель С. Эриксен, Тор Эрик Хермэнсен, Эстер Деан, Трэйси Хейл, Обри Грэм — Авторы песни
- Stargate — Музыкальный продюсер
- Миккель С. Эриксен, Майлз Уокер — Звукозапись
- Кук Харрел — Вокальная аранжировка
- Кук Харрел, Джош Гадвин, Маркос Товэр — Запись вокала
- Бобби Кэмпбелл — Ассистент записи вокала
- Noah "40" Shebib — Запись вокала Дрейка
- Noel Cadastre, Брэндон Джонер — Ассистентт по записи вокала Дрейка
- Фил Тан — Сведение
- Дамиан Льюис — Звукорежиссёр
- Миккель С. Эриксен, Тор Эрик Хермэнсен — Инструменты
- Эстер Деан — Бэк-вокал
- Крис Герингер — Мастеринг

## Чарты и сертификации
| Чарт (2010-11)                        | Высшее место |
| ------------------------------------- | ------------ |
| Австралия (ARIA)                      | 18           |
| Австрия (Ö3 Austria Top 40)           | 13           |
| Бельгия/Фландрия (Ultratop 50)        | 28           |
| Бельгия/Валлония (Ultratop 50)        | 40           |
| Billboard Brasil Hot 100              | 1            |
| Канада (Billboard Canadian Hot 100)   | 5            |
| Чехия (Rádio Top 100)                 | 36           |
| Дания (Tracklisten)                   | 19           |
| Франция (SNEP)                        | 16           |
| Media Control AG                      | 12           |
| Венгрия (Rádiós Top 40)               | 1            |
| Ирландия (IRMA)                       | 3            |
| FIMI                                  | 8            |
| Нидерланды (Dutch Top 40)             | 20           |
| Новая Зеландия (Recorded Music NZ)    | 3            |
| Норвегия (VG-lista)                   | 4            |
| Шотландия (Scottish Singles Chart)    | 1            |
| Словакия (Rádio Top 100)              | 3            |
| Испания (PROMUSICAE)                  | 42           |
| Швеция (Sverigetopplistan)            | 20           |
| Швейцария (Schweizer Hitparade)       | 13           |
| Великобритания (UK Singles Chart)     | 1            |
| Великобритания (UK R&B Chart)         | 1            |
| США (Billboard Hot 100)               | 1            |
| США (Billboard Hot R&B/Hip-Hop Songs) | 2            |
| США (Billboard Mainstream Top 40)     | 4            |
| США (Billboard Dance Club Songs)      | 6            |
| США (Billboard Adult Top 40)          | 30           |

| Чарт (2010)      | Позиция |
| ---------------- | ------- |
| UK Singles Chart | 27      |

| Страна            | Сертификация  |
| ----------------- | ------------- |
| Австралия         | Платиновая    |
| Италия            | Золотая       |
| Новая Зеландия    | Платиновая    |
| Швейцария         | Золотая       |
| Великобритания    | Платиновая    |
| Соединённые Штаты | 2× Платиновая |

## Хронология релиза
| Страна         | Дата            | Формат                             | Лейбл                      |
| -------------- | --------------- | ---------------------------------- | -------------------------- |
| США            | 26 октября 2010 | Mainstream и rhythmic радиостанции | Def Jam Recordings         |
| Австралия      | 29 октября 2010 | Digital download                   | Island Def Jam Music Group |
| Бразилия       | 29 октября 2010 | Digital download                   | Island Def Jam Music Group |
| Франция        | 29 октября 2010 | Digital download                   | Island Def Jam Music Group |
| Новая Зеландия | 29 октября 2010 | Digital download                   | Island Def Jam Music Group |
| Испания        | 29 октября 2010 | Digital download                   | Island Def Jam Music Group |
| Италия         | 29 октября 2010 | Digital download                   | Island Def Jam Music Group |
| Канада         | 1 ноября 2010   | Digital download                   | Def Jam                    |
| США            | 1 ноября 2010   | Digital download                   | Def Jam                    |
| США            | 23 декабря 2010 | Digital Remixes EP                 | Def Jam                    |
| Великобритания | 10 января 2011  | Digital download                   | Mercury Records            |
| Германия       | 21 января 2011  | CD сингл                           | Universal Music            |